# Bonania myricifolia
Bonania myricifolia là một loài thực vật có hoa trong họ Đại kích. Loài này được (Griseb.) Benth. & Hook.f. mô tả khoa học đầu tiên năm 1880.